# 索泽 (加尔省)
索泽（法語：Sauzet，法語發音：[sozɛ]）是法国加尔省的一个市镇，位于该省中部，属于尼姆区。

## 地理
索泽（43°57'41"N, 4°12'38"E）面积6.7 平方千米，位于法国奧克西塔尼大區加尔省，该省份为法国南部沿海省份，南端濒地中海，北起顺时针与阿尔代什省、沃克吕兹省、罗讷河口省、埃罗省、阿韦龙省和洛泽尔省接壤。
与索泽接壤的市镇（或旧市镇、城区）包括：布夸朗和诺济耶尔、布里尼翁、多梅萨尔格、穆萨克、圣沙普特、圣热涅斯-德马尔瓜雷斯。

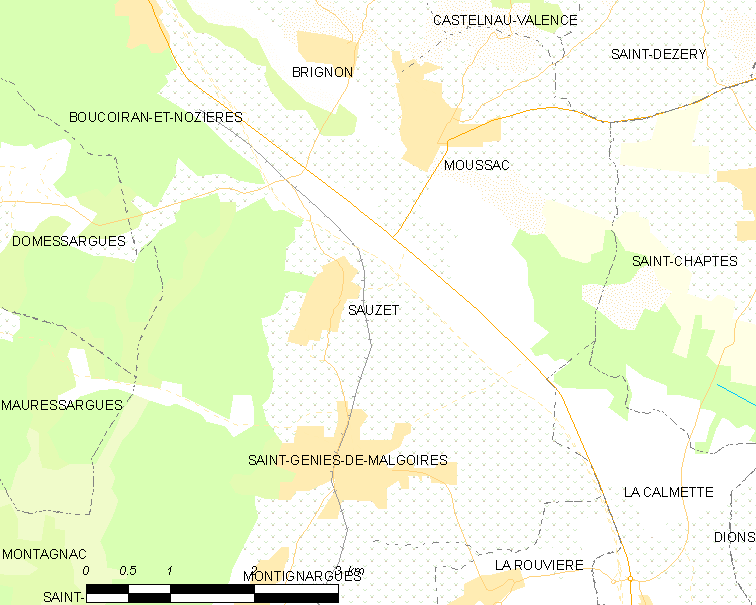
的OSM定位图

索泽的时区为UTC+01:00、UTC+02:00（夏令时）。

## 行政
索泽的邮政编码为30190，INSEE市镇编码为30313。

## 政治
索泽所属的省级选区为卡尔维松县。

## 人口

1962-2008年间人口变化图示

索泽于2022年1月1日时的人口数量为827人。